# Gräntjärnen (Vika socken, Dalarna)
Gräntjärnen är en sjö i Falu kommun i Dalarna och ingår i Dalälvens huvudavrinningsområde.